# Nhà xuất bản Đại học Oxford
Nhà xuất bản Đại học Oxford (Oxford University Press, viết tắt OUP) là một trong những nhà xuất bản đại học lớn nhất trên Thế giới, và lâu đời thứ hai, sau nhà xuất bản Đại học Cambridge. Nó là một đơn vị trực thuộc Đại học Oxford và quản lý bởi nhóm 15 nhà khoa học do Phó Chủ tịch của trường bổ nhiệm với chức danh Ủy viên xuất bản. Thư ký Ủy viên đứng đầu nhóm, người được coi như là giám đốc điều hành của OUP và là đại diện của nhà xuất bản. Đại học Oxford có mô hình hoạt động tương tự như các nhà xuất bản quốc tế khác kể từ thế kỷ 17.
Đại học Oxford bắt đầu tham gia vào thương mại in ấn từ khoảng năm 1480, và trở thành nhà in chính đối với các tác phẩm Kinh thánh, sách cầu nguyện, và các sách khoa học khác. Nhóm xuất bản bắt đầu thực hiện dự án Oxford English Dictionary vào cuối thế kỷ 19, và mở rộng dự án để đáp ứng được chi phí hoạt động tăng của nó. Kết quả là, trong lịch sử của nhà xuất bản Đại học Oxford đã xuất bản các sách cho trẻ em, sách trung học, bản nhạc, tạp chí, series World's Classics, và những sách Dạy tiếng Anh bán chạy đáp ứng được nhu cầu của thị trường và mục đích tôn giáo. Chuyển tới thị trường quốc tế đưa nhà xuất bản thành lập các chi nhánh bên ngoài Anh quốc, bắt đầu ở thành phố New York, Hoa Kỳ năm 1896. Nhờ sự phát triển của công nghệ thông tin và công nghệ in ấn cũng như ảnh hưởng tới môi trường, xưởng in ở Oxford đã phải đóng cửa năm 1989, và nhà máy giấy của công ty ở Wolvercote đã bị dỡ bỏ năm 2004. Bằng cách ký hợp đồng in ấn và liên kết với các đối tác khác, nhà xuất bản Oxford hiện nay mỗi năm phát hành khoảng 6.000 ấn phẩm. OUP cũng đóng góp tài chính vào công ty mẹ, cũng như cho các mục đích khác của trường đại học như trao các học bổng, chương trình nghiên cứu và giáo dục thông qua các hoạt động của công ty.